# MTP
MTP (eng. Multi-Terrain Pattern; hrv. Višenamjenski uzorak) predstavlja kamuflažni uzorak koji se koristi na uniformama britanskih oružanih snaga.
Britansko Ministarstvo obrane (MOD) je kroz "Program osobne opreme i zajedničke operativne odjeće (PECOC) razmatralo oko tri kamuflažna uzorka za potrebe vlastite vojske. Pokušala se naći zamjena za postojeći DPM uzorak koji koristi svjetlije boje s novijim trobojnim pustinjskim uzorkom koji bi imao poboljšane performanse tijekom noćnih operacija te hibridna četverobojna shema koja bi koristila po dvije boje iz prethodnih uzoraka. MTP je tako postao najskuplji operativni zahtjev u povijesti britanskih oružanih snaga.

## Povijest
Nakon hitnih zahtjeva za novom maskirnom uniformom tijekom Rata u Afganistanu i komercijalnog uspjeha s uzorkom Crye's MultiCam, donesena je odluka za uvođenjem novog uzorka u britansku vojsku čime bi se zamijenio stariji DPM. Nakon toga, MOD najavljuje primjenu novog uzorka kojeg će prva koristiti 4. mehanizirana brigada tijekom Operacije Herrick. Od 2011. krenuo je proces potpunog uvođenja MTP-a koji je trajao do 2013.

## Razvoj
MTP maskirni uzorak namijenjen je širokom rasponu okruženja. Početni dizajn bio je dizajniran kako bi kamuflirao vojsku koja se nalazila u afgaškoj provinciji Helmand na jugu zemlje. Britanske trupe u Afganistanu djeluju u mješovitom krajoliku, uključujući pustinju, šume, planine kao i urbano područje. Zbog toga je razvojni tim u vojno-znanstvenom laboratoriju Dstl testirao različite varijacije maskirnih materijala nasuprot standardnog maskirnog materijala i pustinjskog DPM uzorka. Cilj je bio odrediti najbolju ravnotežu boja. Testovi su obavljeni na terenu koji je simulirao isti onaj s kojim će se vojnici susresti u Afganistanu. Tako je široki raspon maskirnih boja testiran u UK-u, Afganistanu, Keniji i Cipru. Maskirni uzorci uspoređeni su s onima koji su u službi kao i komercijalno dostupnim uzorcima, uključujući američki MultiCam.
Ispitivanja su uključivala vizualne usporedbe, objektivne procjene vremena za otkrivanje maskirne uniforme prema različitoj pozadini te subjektivna mišljenja korisnika o učinkovitosti performansi. MultiCam se pokazao najuspješnijim u najširem rasponu prirodnog okruženja te je on odabran kao osnova na kojoj će se temeljiti novi britanski MTP uzorak (u kombinaciji s postojećim DPM-om). Tako današnji MTP ima sličnosti s izvornim Cryeovim uzorkom.

## Korisnici
- Ujedinjeno Kraljevstvo: britanske oružane snage (primarni korisnik).[7]
- Bahrein: bahreinske specijalne snage.[8]
- Bermuda: Kraljevska bermudska regimenta je 2012. godine prihvatila britansku uniformu kao vlastitu standardnu.[9]
- Falklandski Otoci: oružane snage Falklandskog Otočja.[10]
- Malta: u kolovozu 2014. godine malteške oružane snage[5] uvele su u uporabu novu borbenu uniformu.[11]
- Novi Zeland: 2019. godine novozelandske oružane snage odabrale su maskirni MTP uzorak kao onaj koji bi do 2023. zamijenio postojeći NZDPM uzorak.[12] Novozelandski MTP (NZMTP) ima modificiranu paletu boja koje bolje odgovaraju tamošnjem pejzažu.
- Tonga: oružane snage Tonge.[5]

## Vanjske poveznice
- TESTING THE NEW MULTI-TERRAIN CAMOUFLAGE